# Brandon Brown (cestista 1985)
Brandon Phillip Brown (New Orleans, 14 gennaio 1985) è un cestista statunitense.